# Okcso
Okcso (Okjeo) törzsi államalakulat volt a Koreai-félsziget északkeleti részén, a mai észak-koreai Észak-Hamgjong (Hamgyeong) és Dél-Hamgjong (Hamgyeong) tartományok területén.

## Története
I.e. a második században alakulhatott, törzsi vezetői voltak, akiket upkun (읍군, 邑君, eupgun), hu (후, 侯), illetve szamno (삼로, 三老, samno) címmel illettek. Eredetileg Üman Csoszon (Wiman Joseon) fennhatósága alá tartozott, aztán a kínai Lintun körzethez (koreaiul Imdun; 임둔, 臨屯), majd a Lölang (Lelang) körzethez (koreaiul Nangnang; 낙랑, 樂浪郡). Az első századtól Kogurjónak (Goguryeónak) fizettek hűbéradót, az ötödik században pedig Kvanggetho (Gwanggaeto) király végképp beolvasztotta őket.

## Kultúrája
Keveset tudni a kultúrájukról és a társadalmukról, annyi bizonyos, hogy földműveléssel és halászattal foglalkoztak, és ismerték az asztronómiát. Nyelvük, szokásaik, ruházatuk Kogurjóéra (Goguryeóéra) hasonlíthatott. Gyakorolták a gyermekházasságot, a menyasszony már kis korától leendő férje otthonában élt. A holtakat egy idő után, amikor a hús már lebomlott, kiásták, és a csontokat a családi közös óriáskoporsóba helyezték át.